# Pałac Sanguszków w Krakowie
Pałac Sanguszków (również Pałac Rosenthalów) – zabytkowy budynek znajdujący się w Krakowie, w dzielnicy I Stare Miasto przy ul. Franciszkańskiej 1, na rogu z ul. Bracką 17, na Starym Mieście. Należał kiedyś do książęcej rodziny Sanguszków – stąd nazwa, a obecnie należy do Uniwersytetu Papieskiego Jana Pawła II.
Pałac powstał po pożarze miasta w 1850 roku na miejscu kamienicy z lat 1808–1813, zwanej pałacem Khittlów, powstałej po przebudowaniu dwóch wcześniejszych kamienic o XVI-wiecznym rodowodzie. Jest to 4-skrzydłowy gmach o zwartej sylwecie, zwrócony fasadą do ulicy Franciszkańskiej. Współczesny kształt przybrał w latach 1851–1853, według projektu berlińskiego architekta Plessnera, dla Maurycego Józefa i Heleny Rosenthalów (stąd wcześniejsza nazwa Pałac Rosenthalów). Przed 1862 został zakupiony przez ks.  Eustachego Stanisława Sanguszkę jako tzw. dom dochodowy. Do 1866 wynajmował go austriacki Urząd Skarbowy, w 1887 Siostry Bożej Miłości prowadziły w nim przytułek dla dziewcząt i służących. W okresie 20-lecia międzywojennego mieścił się w nim Bank Wschodni. W 1984 książę Roman Władysław Sanguszko podarował go na ręce kardynała Franciszka Macharskiego Archidiecezji Krakowskiej.